# Lilibet de Sussex
Lilibet de Sussex (Lilibet Diana), dite Lili, née Lilibet Mountbatten-Windsor le 4 juin 2021 à Santa Barbara, est un membre de la famille royale britannique. Elle est la fille du prince Henry, duc de Sussex (dit Harry) et de Meghan Markle. 
Petite-fille du roi Charles III, elle figure en 7e position dans l'ordre de succession au trône britannique, ainsi qu'aux trônes des quatorze autres royaumes du Commonwealth.

## Biographie

### Naissance
Le 14 février 2021, le duc et la duchesse de Sussex annoncent attendre leur deuxième enfant. Le 7 mars 2021, lors du documentaire Oprah avec Meghan et Harry, le couple annonce que l'enfant qu'il attend pour l'été est une fille. Elle naît le 4 juin 2021 à 11 h 40 au Cottage Hospital de Santa Barbara, en Californie, où ses parents résident depuis 2020, et pèse 3,5 kg ; sa naissance est annoncée par le prince Harry deux jours plus tard. Elle possède la double citoyenneté britannique et américaine.
Son premier prénom est un surnom donné à son arrière-grand-mère Élisabeth II. Le second est celui de sa grand-mère, la défunte Diana Spencer, dite « lady Di ». Dès l'annonce de sa naissance, elle est surnommée Lili. La famille royale britannique adresse ses félicitations au duc et à la duchesse de Sussex dans un message conjoint ; le prince de Galles et la duchesse de Cornouailles, de même que le duc et la duchesse de Cambridge, réagissent également personnellement à sa venue au monde.
Lilibet Mountbatten-Windsor est la seule des arrière-petits-enfants de la souveraine à être née hors du Royaume-Uni. Elle rencontre son arrière-grand-mère pour la première fois en juin 2022 et fête son premier anniversaire à Londres durant les célébrations du jubilé de platine d'Élisabeth II.

### Baptême
Lilibet Mountbatten-Windsor est baptisée dans l'intimité le 3 mars 2023 par John H. Taylor (en), évêque de l'Église épiscopalienne des États-Unis. Son parrain est l'acteur Tyler Perry. À cette occasion, le communiqué du duc et de la duchesse de Sussex fait pour la première fois usage du titre de princesse pour désigner l'enfant (voir infra).

### Éducation
Le 25 août 2024, Lilibet effectue sa première rentrée scolaire dans une école privée de Montecito. Le nom de l'établissement n'a pas été révélé, mais un journaliste local suggère celui de Cold Spring School, l'une des écoles les plus huppées et les plus chères de la côte californienne.

## Titulature
En tant qu'arrière-petite-fille de la souveraine, Lilibet n'acquiert pas à sa naissance le titre de princesse ni le traitement d'altesse royale, le roi George V en ayant limité la diffusion au sein de la famille royale. En tant que fille de duc, elle aurait pu porter le titre de Lady ; cependant, comme son frère Archie, ce titre n'est pas utilisé à sa naissance. Comme tous les descendants en ligne masculine du prince Philip, duc d'Édimbourg, ne portant pas de titre princier, son nom de famille est Mountbatten-Windsor. Aussi, le site web de la monarchie britannique la présente simplement comme « Miss Lilibet Mountbatten-Windsor ».
À l'accession au trône de son grand-père, Charles III, le 8 septembre 2022, étant alors une petite-fille du souverain en ligne masculine, elle devient éligible au titre de princesse avec le prédicat d'altesse royale, en l'état actuel des lettres patentes de 1917. Ce titre lui est officiellement attribué par son grand-père en mars 2023, la maison royale précisant toutefois qu'il ne sera utilisé que dans un cadre formel ; depuis lors, Lilibet porte additionnellement à son titre le nom de l'apanage de son père, c'est-à-dire « de Sussex ».
À la suite du couronnement du roi Charles III, ses parents décident de changer son nom de famille, ainsi que celui de son frère Archie, en utilisant comme référence leurs titres royaux, et troquent leur patronyme « Mountbatten-Windsor » pour celui de « Sussex »,,,.